# Il segreto di Cathy
Il segreto di Cathy (Cathy's Key) è un romanzo per ragazzi del 2008 scritto da Sean Stewart e Jordan Weisman ed edito in Italia nello stesso anno da Mondadori. È il secondo capitolo della trilogia composta da Il diario di Cathy come primo libro e L'anello di Cathy come terzo volume.

## Trama
Sono passati 6 mesi da quando Cathy, ormai diciottenne, ha scoperto con l'aiuto della sua migliore amica Emma il motivo secondo il quale è stata lasciata dal suo ragazzo, Victor.
Sono infatti passati 6 mesi da quando ha scoperto che lui è un immortale e che, per salvarle la vita, ha deciso di aiutare l'Antenato Lu a usarlo come una cavia da laboratorio per scoprire il segreto dell'immortalità, con lo scopo di salvare la secondogenita mortale, Sorellina, di quest'ultimo con grande disapprovazione da parte dell'altra sua figlia, June, che invece è un'immortale come il padre.
Nel frattempo l'immortale padre di Victor, Tsao, decide di finanziare l'azienda che Emma ha intenzione di creare per sfondare nel settore della telefonia cinese, la DoubleTalk Wireless.
Dopo aver provato molti lavori ed essere licenziata in tempo record da ognuno di questi, Cathy decide di prendere un autobus per andare a trovare Zietta Joe, una vecchia indovina immortale che le svela che Tsao è innamorato di lei e che, se non potrà averla, la ucciderà.
L'indovina fa intendere inoltre alla ragazza che la morte del padre avvenuta tre anni prima potrebbe non essere un incidente, ma un omicidio.
Durante il viaggio di ritorno incontra una ragazza, Jewel, che le legge il diario e le ruba tutto quello che ha, cioè la stampa del diario, le carte prese da casa di Victor e il suo cellulare, lasciandole in cambio quello che ha fregato al ragazzo che per qualche ora è stato seduto vicino a lei.
Nella speranza di rintracciarla, Cathy si ritrova a massaggiare con il fratello di lei, Denny, che sfuggendo al tizio della libertà vigilata ha intenzione di venire a prenderla dal Texas per riportarla a casa prima che si cacci in qualche guaio.
Quando torna a casa, Cathy ritrova l'amica Emma e il suo nuovo amico Pete, un ragazzo che l'aiuta per il lancio della sua azienda, (anche se sa perfettamente che non funzionerà e non si fida affatto di Tsao, unico investitore) e insieme a loro inizia a indagare su quello che potrebbe essere successo a suo padre, scartando definitivamente l'idea della morte accidentale.
Nel frattempo dopo essere stata licenziata da un ennesimo lavoro da cameriera e non ricevere alcuna risposta alle mail che invia al suo ragazzo, scopre che Jewel attraverso il suo cellulare ha manipolato le convinzioni di Victor, sul loro rapporto e nel frattempo si vede con Tsao, che dopo un rifiuto di Cathy, perde il controllo (cosa strana per un immortale) e cerca di ucciderla, anche se la ragazza viene salvata da Zietta Joe addosso alla quale Jewel spruzza del profumo.
Dopo il suo rifiuto Tsao abbandona l'idea di Emma, la quale, influenzata anche dall'antipatia del padre verso Cathy, litiga con la sua migliore amica che le apre gli occhi sul fatto che suo padre stia cercando di combinare qualcosa tra la figlia e Tsao.
Le due ragazze riallacciano rapporti quando viene trovato il corpo di Zietta Joe, assassinata e quindi morta pur essendo un'immortale.
Nel frattempo Danny arriva dal Texas e dopo un malinteso con Victor che torna da Cathy capendo l'inganno di Jewel, si unisce alla ragazza per trovare sua sorella e, all'insaputa di Pete, Emma e Victor, accompagna Cathy a Colma al Funerale Per Soli Immortali dell'indovina. Lì Cathy incontra suo padre, scoprendo così che non è affatto morto, ma ha solo abbandonato lei e sua madre perché è un immortale e questo è quello che gli immortali fanno.
Cathy furiosa litiga col padre che cerca di convincerla a lasciare Victor, proprio perché è un immortale, mentre Tsao le offre nuovamente di diventare sua e rompe un braccio a Danny quando cerca di riprendersi la sorella Jewel che rimane comunque con Tsao.
Per sfuggire agli immortali, compreso l'Antenato Lu che assolutamente non vuole che Victor scappi con Cathy perché perderebbe la sua Cavia da Laboratorio/Ricercatore numero 1, Victor finge di avere un siero elaborato e prodotto in quegli ultimi mesi dal laboratorio di Lu che disattiva il gene dell'immortalità e a causa del quale è morta Zietta Joe e usando la macchina di Cathy portano Danny all'ospedale.
Mentre Danny e Victor sono in ospedale, Cathy si reca all'hotel dove Tsao e Jewel alloggiano per rubare il profumo di Jewel, intuendo che in realtà sia il siero di cui parlava Victor e la sciarpa di seta bianca che Victor aveva regalato a Cathy e che Jewel ha rubato e ha poi dato a Tsao, la sciarpa con cui l'uomo ha strangolato l'indovina immortale.
Entrando nella loro Suite che credeva deserta, Cathy incontra Tsao che le rivela che in realtà per lui Jewel non significa nulla e che tenta di nuovo di sedurla, esponendole la sua idea di buttare Jewel giù dalla finestra per potersi finalmente liberare di lei. Ma Jewel non è d'accordo su questa parte del piano, così spara a Tsao, che scopre così di essere tornato mortale e ruba la patente di Cathy.
Poco dopo che Jewel si dilegua, giungono all'hotel Emma, Victor e Pete che aiutano Cathy a scappare e si ritrovano tutti a mangiare delle pizze in camera di Danny, in ospedale.
Quando Emma e Pete se ne vanno, mentre Danny è ancora svenuto sotto l'effetto degli antidolorifici, Victor regala a Cathy una moneta cinese forata al centro, un ciondolo che, a suo avviso, è un portafortuna.